# Josef Cedar
Josef Cedar, ang. Joseph Cedar, hebr. יוסף סידר (ur. 31 sierpnia 1968 w Nowym Jorku) – izraelski reżyser i scenarzysta filmowy. Zdobywca licznych nagród na czołowych festiwalach filmowych, m.in. Srebrnego Niedźwiedzia dla najlepszego reżysera na 57. MFF w Berlinie oraz nagrody za najlepszy scenariusz na 64. MFF w Cannes.

## Życiorys
Urodził się w Nowym Jorku. Wychowywał się w ortodoksyjnej rodzinie żydowskiej. Gdy miał sześć lat, rodzina wyemigrowała do Izraela. Dorastał w jerozolimskiej dzielnicy Bajit We-Gan. Uczęszczał do ortodoksyjnej szkoły żydowskiej. Służbę w armii izraelskiej odbył jako komandos brygady spadochronowej. Po ukończeniu studiów filozoficznych i z historii teatru na Uniwersytecie Hebrajskim w Jerozolimie, uczęszczał na Uniwersytet Nowojorski, gdzie zdobył wiedzę dotyczącą kina.
Po powrocie na Bliski Wschód napisał scenariusz do swego debiutanckiego, nagradzanego w Izraelu obrazu Ha-hesder (2000). Reżyser pracował nad scenariuszem przez dwa lata, mieszkając w żydowskim osiedlu Dolew, w otoczeniu terytoriów Autonomii Palestyńskiej.
Drugi film reżysera Zachodni brzeg (2004) otrzymał aż pięć nagród Ofir Izraelskiej Akademii Filmowej, w tym za najlepszy obraz roku, za najlepszą reżyserię i scenariusz. Trzeci film Cedara Twierdza Beaufort (2007) zdobył Srebrnego Niedźwiedzia dla najlepszego reżysera na 57. MFF w Berlinie oraz był nominowany do Oscara dla najlepszego filmu nieanglojęzycznego. Film nagrodziła także Izraelska Akademia Filmowa za najlepsze zdjęcia i najlepszy montaż. Scenariusz oparty był na własnych doświadczeniach reżysera z czasów wojny na granicy libańsko-izraelskiej.
Kolejny film Cedara Przypis (2011) nagrodzono na 64. MFF w Cannes za najlepszy scenariusz. Obraz ten w 2012 był też oficjalnym izraelskim kandydatem do Oscara za najlepszy film nieanglojęzyczny i ostatecznie otrzymał nominację do tej nagrody. Przypis otrzymał też w USA wyróżnienie National Board of Review jako jeden z pięciu najlepszych filmów zagranicznych.

## Filmografia
- Ha-hesder (2000)
- Zachodni Brzeg (Medurat Hashevet, 2004)
- Twierdza Beaufort (Beaufort, 2007)
- Sharon Amrani: Remember His Name (2010)
- Przypis (Hearat Shulayim, 2011)
- Jerusalem, I Love You (Hearat Shulayim, 2011)

## Nagrody i nominacje
| Rok  | Nagroda            | Kategoria                                   | Za                | Wynik     |
| ---- | ------------------ | ------------------------------------------- | ----------------- | --------- |
| 2011 | 64. MFF w Cannes   | Najlepszy scenariusz                        | Przypis           | Wygrana   |
| 2011 | 64. MFF w Cannes   | Złota Palma                                 | Przypis           | Nominacja |
| 2007 | 57. MFF w Berlinie | Najlepszy reżyser                           | Twierdza Beaufort | Wygrana   |
| 2007 | 57. MFF w Berlinie | Złoty Niedźwiedź                            | Twierdza Beaufort | Nominacja |
| 2004 | 54. MFF w Berlinie | Nagroda Don Kichota - Wyróżnienie Specjalne | Zachodni brzeg    | Wygrana   |